# Czesław Florkowski
Czesław Marian Florkowski (ur. 21 lipca 1905, zm. ?) – rotmistrz Wojska Polskiego II RP, major kawalerii Polskich Sił Zbrojnych na Zachodzie.

## Życiorys
Ukończył szkołę średnią. Od 1925 do 1926 odbył przeszkolenie w kursie unitarnym w Szkole Podchorążych Piechoty w Warszawie. W latach 1926–1928 kształcił się w ówczesnej Oficerskiej Szkole Kawalerii w Grudziądzu, po czym 15 sierpnia 1928 został promowany do stopnia podporucznika kawalerii służby stałej i został przydzielony do 22 pułku Ułanów Podkarpackich, stacjonującego w garnizonie Brody, gdzie został mianowany dowódcą plutonu. 1 stycznia 1931 został awansowany do stopnia porucznika, po czym pełnił inne funkcje w pułku. W 1939 w Centrum Wyszkolenia Kawalerii ukończył kurs dla dowódców szwadronu. 19 marca 1938 został awansowany do stopnia rotmistrza.
W 1939 był dowódcą 1 szwadronu w 22 pułku Ułanów Podkarpackich i na tym stanowisku w ramach Kresowej Brygady Kawalerii uczestniczył w kampanii wrześniowej po wybuchu II wojny światowej. Walczył w okolicach miejscowości Szadek-Rossoszyca, następnie Skierniewice i w tym rejonie pułk rozproszył się. Aleksander Florkowski przedostał się wówczas na teren Lubelszczyzny, gdzie nadal na stanowisku dowódcy 1 szwadronu brał udział w walkach w ramach Grupy Kawalerii „Chełm”. Po agresji ZSRR na Polskę z 17 września 1939, w październiku trafił do niewoli sowieckiej, został deportowany w głąb ZSRR i był osadzony w łagrach. Po podpisaniu Układu Sikorski-Majski, w sierpniu 1941 został zwolniony z uwięzienia, po czym wstąpił do formowanych Polskich Sił Zbrojnych w ZSRR. Zorganizował i został dowódcą Szwadronu Przybocznego gen. Władysława Andersa (pierwotnie 20 września 1941 generał Anders wydał rozkaz utworzenia w Buzułuk Kompanii Przybocznej Dowódcy PSZ w ZSRR, zaś w październiku zmieniono nazwę na Szwadron Przyboczny), później pełnił w nim funkcję zastępcy dowódcy (był nim rtm. Jerzy Klimkowski i p.o. dowódcy. W styczniu 1942 szwadron trafił do Taszkentu, a od 13 września 1942  przemianowaniu funkcjonował jako Dywizjon Rozpoznawczy Armii. W 1943 został awansowany do stopnia majora kawalerii służby stałej. W maju 1943 został przydzielony do 3 Dywizji Strzelców Karpackich, a w sierpniu objął dowództwo nad jednostką (po tym jak gen. Anders zwolnił rtm. Klimkowskiego ze służby z uwagi na ujawnienie jego działalności agenturalnej na rzecz NKWD), po czym w grudniu 1943 dywizjon został przekształcony w 12 pułk Ułanów Podolskich. W kwietniu 1944 w szeregach 2 Korpusu Polskiego trafił do Włoch i brał udział w kampanii włoskiej, uczestniczył w bitwie o Bolonię, bitwie o Monte Cassino.
Po zakończeniu wojny został zdemobilizowany w 1947. Osiadł w Wielkiej Brytanii.

## Ordery i odznaczenia
- Krzyż Walecznych (dwukrotnie)
- Srebrny Krzyż Zasługi
- Krzyż Pamiątkowy Monte Cassino nr 1275[4]